# Morire di Murgia
Morire di Murgia è un libro del 1977 della scrittrice e giornalista italiana Bianca Tragni e ispirato a un fatto di cronaca realmente accaduto.
È il libro di esordio della scrittrice, pubblicato per la prima volta nel 1977, e riguarda la piaga sociale della cosiddetta "tratta dei calzoni corti", cioè il lavoro minorile coatto di bambini e ragazzi da impiegare sulla Murgia come pastorelli, molto diffuso in passato e che proprio negli anni 1970 aveva scatenato un dibattito nell'opinione pubblica italiana.

## Storia
Il libro tratta di un giovane ragazzo murgiano chiamato Girolmino, discriminato e bullizzato dai suoi coetanei perché costretto dai suoi genitori a svolgere le estenuanti mansioni di pastorello nelle masserie della Murgia, senza poter vivere la vita dei suoi coetanei o poter studiare. Durante il suo lavoro in campagna, il ragazzo fuggì e tornò a casa dai suoi genitori i quali lo riportarono in masseria costringendo il ragazzo a scusarsi. Fuggì più volte dalla masseria dove era relegato per essere poi brutalmente picchiato dal proprietario con una cinghia. Alla fine, esasperato, Girolmino un giorno ruba il fucile carico del proprietario, si reca sulla Murgia, posiziona il fucile tra due pietre, collega il grilletto con uno spago a una pietra e la lancia uccidendosi. Trovato il corpo del ragazzo, il padre di Girolmino si convince che suo figlio è stato ucciso e chiede giustizia, incapace di comprendere, anche dopo la morte del ragazzo, le sofferenze che il figlio aveva patito e le ragioni del gesto.

## Edizione
- Bianca Tragni, Morire di Murgia, Libreria Pens Editrice, 2006, ISBN 88-87713-34-0.